# Jan Christophersen
Jan Christophersen (* 1974 in Flensburg) ist ein deutscher Schriftsteller.

## Leben und Werk
Jan Christophersen wuchs in Flensburg auf und machte dort sein Abitur. Von 1996 bis 1997 studierte er an der Universität Leipzig Germanistik, Philosophie sowie Allgemeine und Vergleichende Literaturwissenschaft. Von 1998 bis 2002 schloss sich ein Studium am Deutschen Literaturinstitut Leipzig an. Er erhielt mehrere Stipendien, u. a. ein Aufenthaltsstipendium im Künstlerdorf Schöppingen und im Kloster Cismar sowie ein Stipendium der Akademie der Künste in Berlin. Außerdem ist er Mitglied im PEN-Zentrum Deutschland und Mitgründer des PEN Berlin.
Sein erster Roman, Schneetage, erschien 2009 und handelt von einer Familiengeschichte, die vor dem Hintergrund der Schneekatastrophe 1978/1979 in einem (fiktiven) deutsch-dänischen Grenzort namens „Vidtoft“ spielt. Der Roman wurde mit dem Debütpreis des Buddenbrookhauses ausgezeichnet. Die Jury begründete ihre Entscheidung mit der „gelungenen Verknüpfung verschiedener Zeitebenen.“ Ihm „gelinge das Kunststück, in karger und lakonischer Sprache ein stimmiges Bild norddeutscher Mentalität zu entwerfen.“ Die FAZ kennzeichnete das Werk als „ruhigen, friesisch herben und weitgehend humorfreien Roman einer Heimat- und Vatersuche“. Sein zweiter Roman, Echo, erschien 2014, spielt in Christophersens Geburts- und Heimatstadt Flensburg und erzählt vom „Weggehen und Zuhausebleiben.“
Christophersen ist mit der Schriftstellerin Mareike Krügel verheiratet und lebt mit seiner Familie bei Kappeln.

## Veröffentlichungen
- Niemand bleibt zurück. In: Muschelhaufen, Jahresschrift für Literatur und Grafik, Nr. 42, Viersen 2002, ISSN 0085-3593
- Die Gutgläubigen. Erzählung. In: Ziegel. Hamburger Jahrbuch für Literatur Nr. 9. 2004/2005. Dölling und Galitz Verlag, Hamburg, ISBN 3-935549-90-3
- Schneetage. Roman, mareverlag, Hamburg 2009, ISBN 978-3-86648-106-0
- Echo. Roman, mareverlag, Hamburg 2014, ISBN 3-86648-204-3
- Ein anständiger Mensch. Roman, mareverlag, Hamburg 2019, ISBN 978-3-86648-607-2
- (mit Mareike Krügel): Gebrauchsanweisung für Schleswig-Holstein. Piper, München 2022, ISBN 978-3-492-27757-0.

## Herausgeber
- Ein extraherrlicher Meersommerabend. Achtzehn Geschichten mit Salzwasser. Anthologie, mareverlag, Hamburg 2013, ISBN 978-3-86648-173-2

## Auszeichnungen
- 2009: Debütpreis des Buddenbrookhauses